# Vultee P-66 Vanguard
Le Vultee P-66 Vanguard est un avion de chasse de l'United States Army Air force. Alors qu'il était initialement commandé par la Suède, les États-Unis annulent leur exportation lorsque les avions sont prêts pour la livraison en 1941. Le modèle est désigné comme P-66 pour être utilisé pour la formation et la défense du territoire, mais un grand nombre d'exemplaires sont envoyés en Chine, où ils sont engagés comme avions de combat, avec des résultats mitigés.

## Conception et développement
À la fin des années 1930, la Vultee Aircraft Division de l’Aviation Manufacturing Corporation développe quatre avions conçus pour différents rôles à partir d'un ensemble commun ailes, fuselage arrière et queue. La société donne quatre désignations de modèles : 
- V-48 pour un chasseur monoplace ;
- BC-51 pour un avion d'entraînement de base qui devint l'Army Air Corps BC-3 ;
- B-54 pour un avion d'entraînement avancé,
- BC-54D pour avion d'entraînement de base qui devint le BT-13.

En 1938, Richard W. Palmer commence la conception détaillée du chasseur V-48. L'avion a un fuselage semi-monocoque en métal, un train d'atterrissage entièrement rétractable et un moteur en étoile refroidi par air Pratt & Whitney R-1830. Lors de la construction du premier prototype, il est décidé de rallonger l'arbre d'hélice et d'installer un capot plus fin et pointu pour réduire la traînée. Le premier avion vole en septembre 1939, avec le numéro de série NX21755, piloté par Vance Breese. Le chasseur est nommé Vanguard. Le 9 mai 1940, le prototype entre en collision avec un Lockheed Sirius lors d'un atterrissage sur l'aérodrome Vultee. L'impact sectionne une jambe du train principal. Néanmoins, Breese pose habilement l'avion avec peu de dégâts supplémentaires. Il est par la suite reconstruit avec le capot utilisé sur les autres machines.
Les essais en vol révèlent que l'avion souffre d'un refroidissement inadéquat. Des mesures visant à modifier les conduits de refroidissement n'ont que peu d'effets. Le second prototype, désigné V-48X avec l'immatriculation NX19999, est modifié avec un  capot classique. Le premier avion est modifié de façon similaire. Le deuxième appareil vole pour la première fois le 11 février 1940. Après les essais en vol, un certain nombre de modifications sont apportées à la conception, notamment l'augmentation sensible des surfaces horizontales et verticales de la queue.

## Histoire opérationnelle

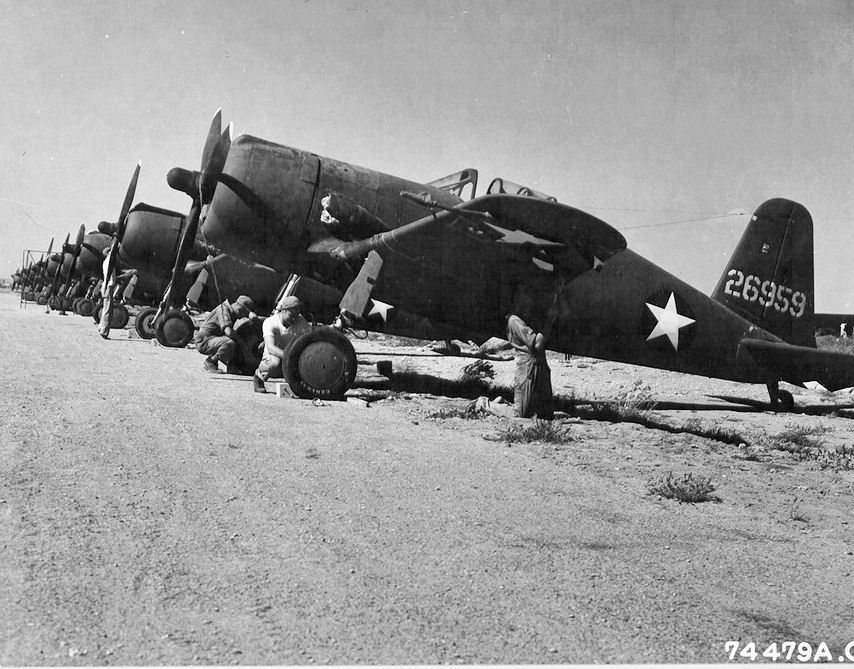
Des Vultee P-66 Vanguard sur l'Aérodrome de Karachi en Inde le 25 octobre 1942.

Le 6 février 1940, le gouvernement suédois commande 144 Vanguard nommés V-49C. Le prototype de production vole le 6 septembre 1940. Le modèle V-49C est semblable au V-48X, à l'exception de l'installation d'une version ultérieure du moteur R-1830, avec de meilleures performances à haute altitude, et de l'installation de quatre mitrailleuses de 7,62 mm dans les ailes et de deux mitrailleuses de 12,7 mm dans le fuselage.
Lorsque les livraisons commencent, en septembre 1941, le gouvernement américain impose un embargo sur l'exportation de l'avion pour la Suède. Le gouvernement américain juge, en effet, que l'aide de la Suède apportée aux forces finlandaises alors en guerre contre l'URSS est contraire à la politique des États-Unis. Au lendemain de Pearl Harbor, tous les Vanguard reçoivent la désignation P-66. La production prend fin en avril 1942. Environ 50 avions sont retenus par l'USAAF. Ils sont utilisés principalement pour la formation des pilotes de chasse sur des bases de l'ouest des États-Unis, ou déployés au 14th Pursuit Group dans des rôles défensifs. Bien que les pilotes soient impressionnés par la manœuvrabilité du P-66, l'avion est considéré comme peu robuste et relativement dangereux à cause de sa tendance à partir en « cheval de bois », causant ainsi la destruction de 15 avions dans des accidents à l'atterrissage. Les derniers Vanguard d'entraînement quittent le service en janvier 1946.
Le gouvernement Britannique prend possession de 100 P-66, désignés Vanguard Mk-I, pour les utiliser comme avions d'entraînement avancé au Canada. À la fin des essais, les Anglais renoncent à l'avion (car jugés trop fragiles face aux chasseurs de l'Axe) au bénéfice de la Chine, où 104 Vanguard (y compris des exemplaires de l'USAAC) sont expédiées dans le cadre du programme « Lend-Lease ». Ils sont à l'origine destinés à équiper le 3e American Volunteer Group (AVG). Cependant, la création de groupes de volontaires supplémentaires est abandonnée, à la suite de l'attaque Japonaise sur Pearl Harbor et l'entrée en guerre des États-Unis.
Les Chinois reçoivent les chasseurs assemblés via l'Inde à la fin de l'année 1942. Quelques avions sont expédiés vers la Chine avec le camouflage de la RAF, mais la plupart des Vanguard chinois ont des insignes et les numéros de séries USAAF ainsi que des marquages chinois et des numéros de série Vultee d'usine. Les résultats médiocres du Vanguard en Chine sont causés par de multiples problèmes, qui débutent dès l'acheminement des avions sur place. En effet, un certain nombre de Vanguard sont détruits lors d'essais en Inde, et d'autres sont perdus lors de leur transit vers la Chine. D'autres P-66 sont également jugés inaptes à voler et abandonnés à Karachi. De ce fait, seulement douze Vanguard entrent en service à Kunming dans le 74th Fighter Squadron du 23rd Fighter Group, mais cette unité participe à très peu de combats. Deux escadrons Chinois du 3rd Group et 5(th) Group, basés à An-Su, engagent le Vanguard au combat à partir d'août 1943. Cependant, de nombreux P-66 sont détruits au sol lors d'attaques japonaises, et plusieurs autres sont abattus par erreur étant confondus avec des Nakajima Ki-43 « Oscar » et Ki-44 « Tojo ». Bien que le Vanguard possède une vitesse de pointe de 340 mph (550 km/h), il est nettement inférieur aux chasseurs japonais en combat tournoyant.
Les P-66 chinois en service sont en grande partie remplacés par des Curtiss P-40 à partir de 1943. Un certain nombre de P-66 Vanguard survivants sont placés dans des caves pour être stockés, à Chungking, et sont utilisés contre les communistes de Mao lors de la guerre civile.

## Opérateurs
République de Chine (1912-1949)
- Forces aériennes nationalistes chinoises :
  - 3rd Group
  - 5th Group

 Royaume-Uni
- Royal Air Force, jamais utilisés, avions initialement commandés par la Suède, ces avions sont plus tard livrés à la Chine.

 États-Unis